# Pineda (bosc)

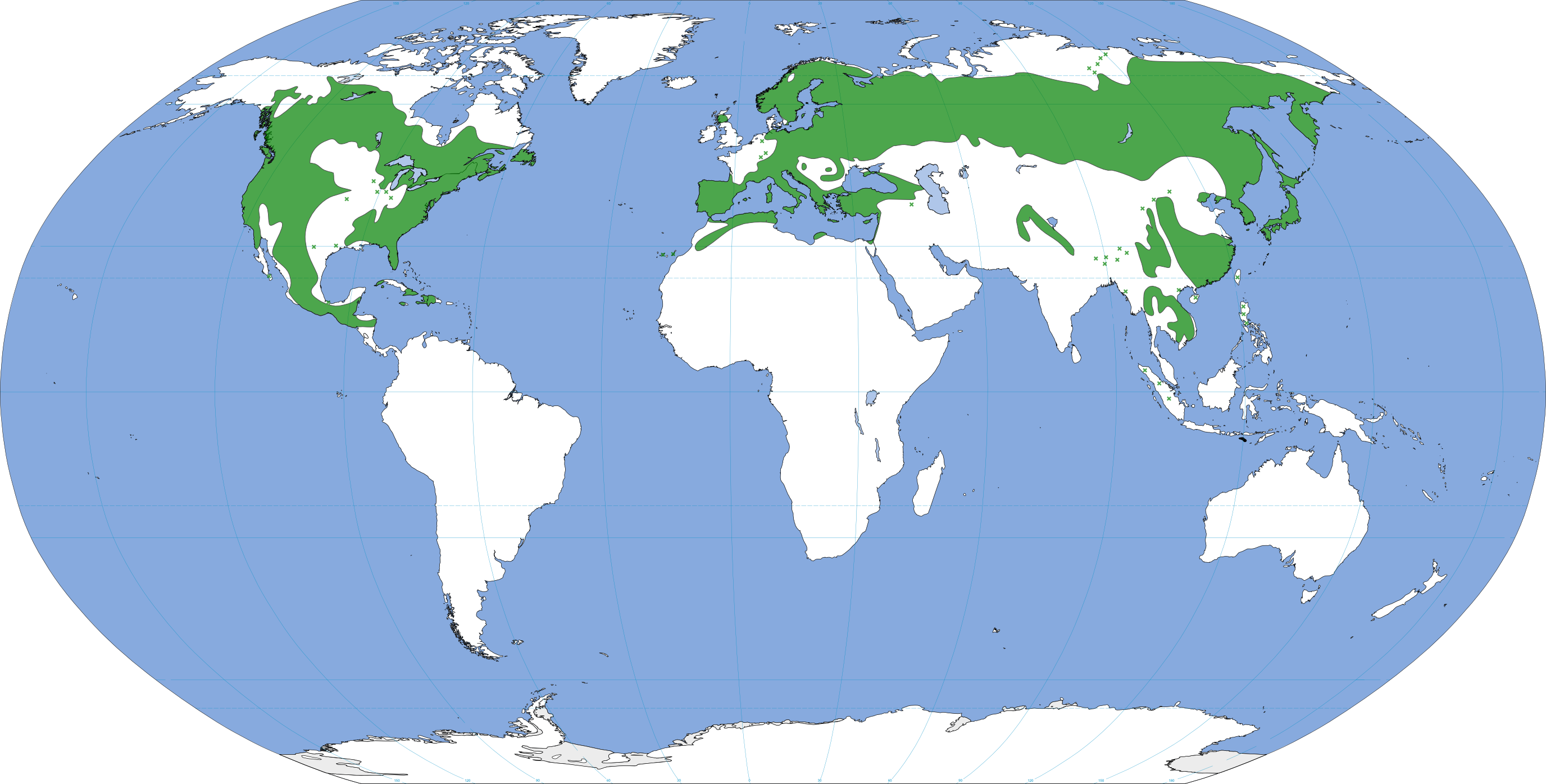
Distribució de les pinedes al món

Les pinedes (o pinades, pinars i pinoses) són els boscos on els pins són l'espècie dominant. Només hi ha pinedes a l'hemisferi nord de la Terra.
Les pinedes o bé poden ser boscs primaris o bé ser boscos secundaris. El primer cas es dona generalment en climes relativament freds com la taigà o l'estatge subalpí en ells els arbres de fulla plana, com per exemple els roures, ja no poden prosperar per presentar-se un estiu massa curt i amb temperatures massa baixes. Les pinedes secundàries substitueixen els boscs primaris d'arbres planifolis quan aquests han estat destruïts per incendis o tales excessives o bé són un pas en la successió vegetal en terres dedicades abans a conreus i que s'han abandonat. En alguns casos el botànics no consideren que determinades pinedes secundàries es tractin de veritables boscs sinó per exemple de brolles arbrades (generalment amb pins blancs), ja que les capçades dels arbres deixen entrar tanta llum que no arriben a modificar significativament les condicions ambientals de la brolla. Actualment, les pinedes ocupen una gran extensió i són afavorides per l'home, per l'interès forestal de la fusta dels pins que acostumen a créixer més ràpidament que els arbres caducifolis per exemple el pi de Monterey creix en torns de només 20 anys i se n'han fet grans plantacions al País Basc i en canvi els roures poden tenir torns de tala de més de cent anys. Els boscos d'altres pinàcies com els dominats per la Picea o els avets (avetoses) comparteixen en part l'hàbitat de les pinedes, però en general necessiten més humitat ambiental i en el sòls que no pas els pins. A Amèrica del Nord és on hi ha més diversitat d'espècies de pins i sovint les pinedes dominen a l'oest dels Estats Units que en general és més àrid que la part est del continent.

## Les pinedes als Països Catalans

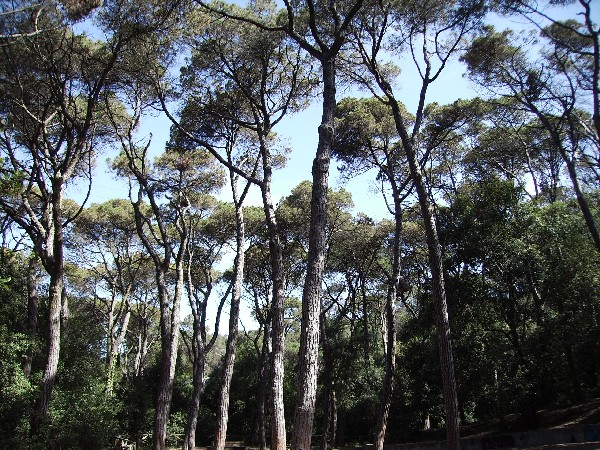
Pineda de pi pinyer a Collserola

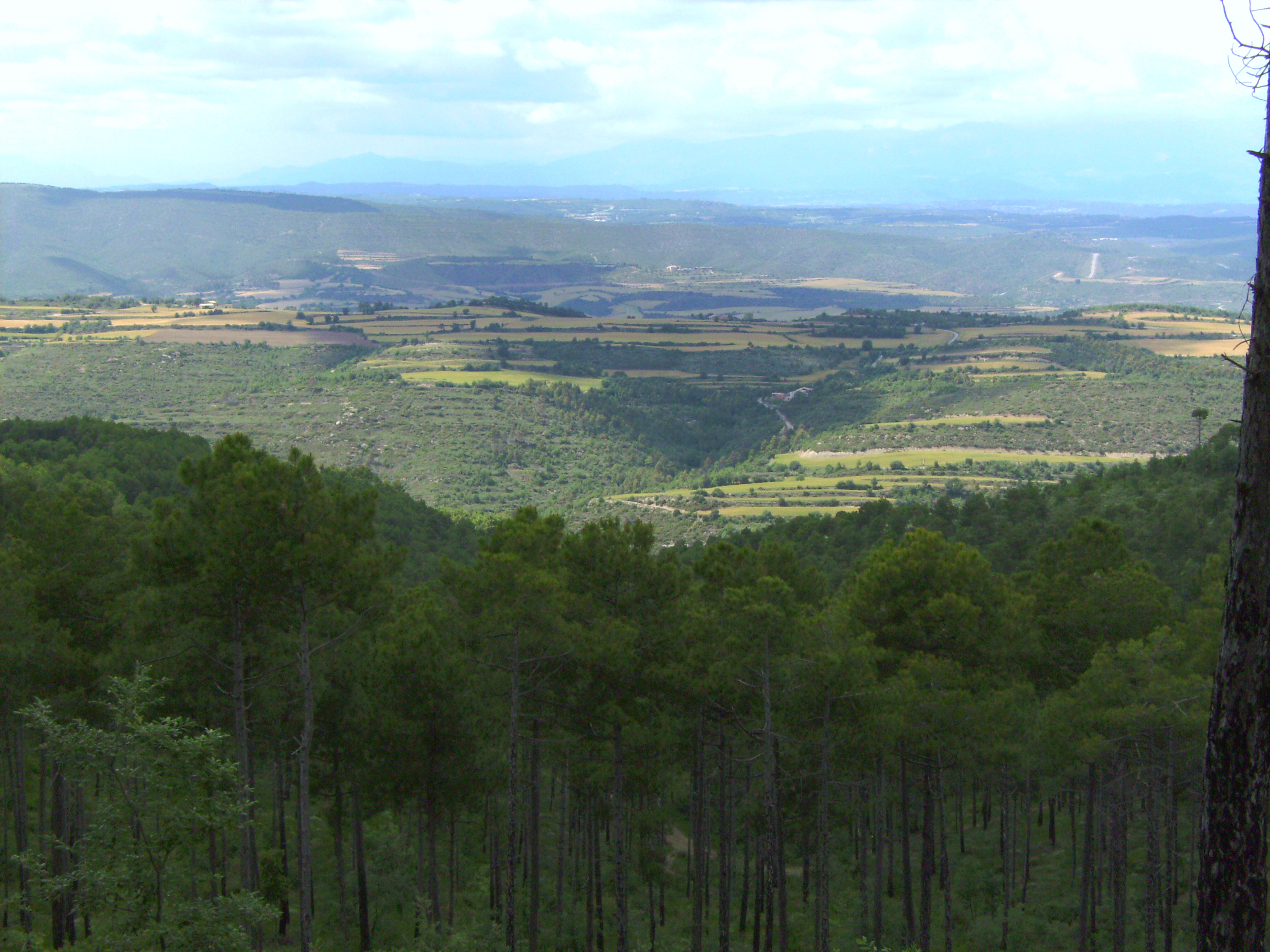
Pineda de pinassa a Castelltallat

Als Països Catalans, actualment, domina a la terra baixa les pinedes de pi blanc que es troben per sota dels 1.000 metres d'altitud aproximadament. Les pinedes de pi blanc substitueixen sovint alzinars, carrascars i màquies. Altres pinedes de terra baixa i de llocs sorrencs o amb sauló són les de pi pinyer, per exemple a la comarca del Maresme on substitueixen boscos d'alzines i alzines sureres. La pineda de pinastre substitueix la sureda i està més localitzada, ja que es troba, per exemple, a les muntanyes de Prades o la Serra d'Espadà en sòls més o menys àcids. La pineda de pinassa habita el domini dels roures de fulla petita, en terrenys de reacció bàsica (calcàries). La pineda de pi roig se situa en el pis altitudinal per sobre de la pineda de pinassa ja entre la muntanya mitjana i l'alta muntanya tant aquesta com la pineda de pi negre (que marca el límit arbori) són pinedes primàries, ja que no substitueixen pas cap bosc de planifolis sinó que són la vegetació climàcica.